# Hemiblabera granulata
Hemiblabera granulata är en kackerlacksart som beskrevs av Henri Saussure 1893. Hemiblabera granulata ingår i släktet Hemiblabera och familjen jättekackerlackor. Inga underarter finns listade i Catalogue of Life.